# Мімікрія Мюллера

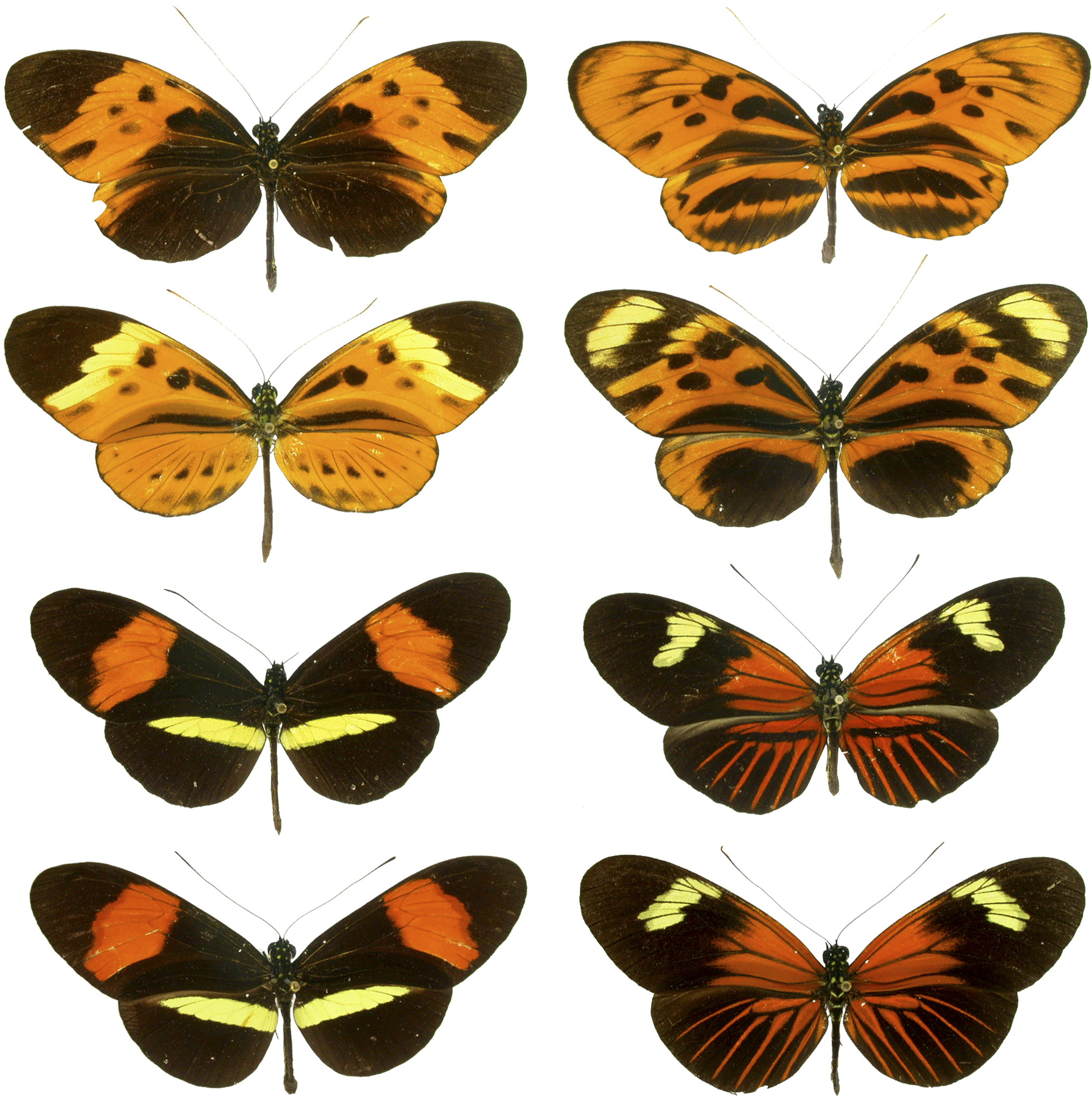
Метелики геліконіди є класичним прикладом мімікрії Мюллера

Мюллерівська мімікрія, мімікрія Мюллера — форма  мімікрії, при якій подібне попереджаюче забарвлення у кількох різних отруйних або неїстівних видів живих організмів (два або більше видів, наслідуючи один одному, утворюють «кільце мімікрії»). Явище названо на честь німецького зоолога  Фріца Мюллера (1822—1897), який вперше запропонував дану концепцію в 1878 році. Відповідно до думки деяких дослідників, мюллерівська мімікрія — різновид  апосематичного (запобігаючого) забарвлення, яка в даному випадку не є мімікрією в повному розумінні, тобто введенням в оману організму, що сприймає сигнал, оскільки і модель, і імітатор виявляються однаково неїстівними для хижака; в зв'язку з цією думкою були запропоновані заміщаючі терміни: мюллерівська схожість, мюллерівська конвергенція.
Накопичення досвіду хижаками щодо неїстівності їх потенційної здобичі в багатьох випадках відбувається в кожному окремому поколінні шляхом «проб і помилок». У разі коли забарвлення двох (або більше) отруйних або неїстівних видів виявиться схожим, то подібна схожість може стати корисною для таких схожих видів: хижаки, які погано розрізняють дані види, будуть швидше вчитися уникати подібних миметичних форм. «Кільця мімікрії» відіграють важливу роль у виживанні кожного з вхідних до них видів, оскільки до вироблення у хижаків умовного рефлексу про неїстівність кожного виду жертви так чи інакше відбувається знищення якоїсь кількості особин кожного з цих видів. Однак, в разі наявності мюллерівської мімікрії, кожен з видів піддається в кінцевому підсумку меншому винищенню.

## Порівняння з бейтсівською мімікрією
При мюллерівській мімікрії схожість між видами може бути виражено не так яскраво, як при  бейтсівській мімікрії, при якій їстівний організм імітує неїстівний. Досягнення якомога повнішої подібності зовсім не обов'язково — досить того, що різні види лише нагадують один одного такими, що запам'ятовуються деталями свого забарвлення.

## Приклади
Мімікрія Мюллера найчастіше зустрічається серед  комах. Класичним її прикладом стали метелики  німфаліди з підродин  данаїд і  геліконід, які часто літають разом в деяких областях Південної Америки і характеризуються взаємним наслідуванням. Інший приклад — забарвлення ос і бджіл, яка у багатьох представників цих груп характеризується добре помітним смугастим малюнком: хижак, ужалений осою одного виду, буде уникати ос та інших видів, а також і схожих з ними забарвленням бджіл.